# John Bray
John Bray (Middleport, 19 agosto 1875 – San Francisco, 18 luglio 1945) è stato un mezzofondista statunitense, medaglia di bronzo nei 1500 metri piani ai Giochi olimpici di Parigi 1900.

## Palmarès
| Anno | Manifestazione  | Sede   | Evento      | Risultato | Prestazione | Note                          |
| ---- | --------------- | ------ | ----------- | --------- | ----------- | ----------------------------- |
| 1900 | Giochi olimpici | Parigi | 800 metri   | 6º        | n/d         |                               |
| 1900 | Giochi olimpici | Parigi | 1 500 metri | Bronzo    | 4'07"2      | Miglior prestazione personale |